# Нагасу
Нагасу (яп. 長洲町 Нагасу-мати) — посёлок в Японии, находящийся в уезде Тамана префектуры Кумамото. Площадь посёлка составляет 19,44 км², население — 16 033 человека (1 августа 2014), плотность населения — 824,74 чел./км².

## Географическое положение
Посёлок расположен на острове Кюсю в префектуре Кумамото региона Кюсю. С ним граничат города Тамана, Арао.

## Население
Население посёлка составляет 16 033 человека (1 августа 2014), а плотность — 824,74 чел./км². Изменение численности населения с 1980 по 2005 годы:
| 1980 | 16 715 чел. |  |
| 1985 | 18 126 чел. |  |
| 1990 | 17 605 чел. |  |
| 1995 | 17 833 чел. |  |
| 2000 | 17 956 чел. |  |
| 2005 | 17 381 чел. |  |

## Символика
Деревом посёлка считается Ilex rotunda, цветком — Antirrhium majus.